# Neachtan mac Toirdhealbhaigh Ó Domhnaill
Neachtan mac Toirdhealbhaigh Ó Domhnaill (mort en 1452) est le 14e O'Donnell ou Ua Domhnaill du clan, et roi de Tír Chonaill en Irlande de 1439 à 1452.

## Famille
Neachtan mac Toirdhealbhaigh est le 4e fils de Toirdhealbhach an Fhíona mac Néill Ó Domhnaill.

## Règne
Il succède à son frère Niall Gharbh mac Toirdhealbhaigh Ó Domhnaill mort en captivité en 1439.
En 1445 lors de la succession d'Eoghan Ó Conchobhair de Sligo seigneurie du nord connacht il s'oppose à son oncle Toirdlhebach Carrah, brûle la cité de Sligo et tue Tomaltach Mac Donnchadha et « beaucoup d'autres »,.
L'année suivante les forces de O Domhnaill pénètrent en profondeur dans le Connacht au secours de ses alliés. Parcourant le domaine des Ó Ruairc et le Magh-Niss, il traverse le Shannon et le royaume de Moylur par le Marchern-Conacht jusqu'à Roscommon pour se connecter avec l'armée de son allié Edmund na Féasóige Bourke,. En 1452 Nechtean est tué par ses neveux les fils de Niall Garbh.

## Union et postérité
Il épouse Baintreabhach une fille d'Edmund na Féasóige Bourke qui veuve est un temps prise comme femme par Énri mac Eóghain et laisse trois fils
- Ruaidhrí mac Neachtain Ó Domhnaill
- Toirdhealbhach Cairbreach mac Neachtain Ó Domhnaill
- Éigneachán Mór tánaiste mort en 1497 dont la descendance s'éteint avec son arrière petit-fils Niall Garbh mort vers 1612

### Source
- (en) Art Cosgrove, New History of Irland,Volume II ‘’Medieval Ireland 1169-1534’’, Oxford, Oxford University Press, 2008, 1066 p. (ISBN 978-0-19-953970-3, lire en ligne)